# Anemone multiceps
Anemone multiceps là một loài thực vật có hoa trong họ Mao lương. Loài này được (Greene) Standl. mô tả khoa học đầu tiên năm 1931.